# Gouvernement Tiao
IVe République
Tertius Zongo Isaac Zida
Le gouvernement Luc-Adolphe Tiao est formé le 21 avril 2011 par Luc-Adolphe Tiao à la demande du président de la République du Burkina Faso, Blaise Compaoré, dans le contexte de la révolte burkinabé .
Le président de la République choisit de prendre le portefeuille de la Défense.
En février 2012, à la suite d'une altercation relatée par la presse entre le garde des sceaux et un mécano, le gouvernement est légèrement remanié, Salamata Sawadogo succédant à Jérome Traoré au poste de Ministre de la Justice et à la fonction de garde des sceaux. En janvier 2013, celle-ci est remplacée par Dramane Yaméogo.
Le 30 octobre 2014, à la suite d'un soulèvement populaire à Ouagadougou, le gouvernement est dissous

## Composition initiale
- Ministre de la Défense : Blaise Compaoré
- Ministre d’État, Ministre chargé des Relations avec le parlement et des Réformes politiques : Bognessan Arsène Yé
- Ministre des Affaires étrangères et de la Coopération régionale : Djibrill Bassolé
- Ministre de l’Économie et des Finances : Lucien Marie Noël Bembanba
- Ministre de l’Agriculture et de l’Hydraulique : Laurent Sedego
- Ministre des Transports, des Postes et de l’Économie numérique : Gilbert Noël Ouedraogo
- Ministre de la Justice, de la Promotion des droits humains, Garde des sceaux : Jérôme Traoré
- Ministre de l’Administration territoriale, de la Décentralisation et de la Sécurité : Jérôme Bougouma
- Ministre des Mines, des Carrières et de l’Énergie : Lamoussa Salif Kaboré
- Ministre de la Culture et du Tourisme : Baba Hama
- Ministre de la Communication, porte-parole du gouvernement : Alain Edouard Traoré
- Ministre de l'Habitat et de l’Urbanisme : Yacouba Barry
- Ministre de l’Industrie, du Commerce et de l’Artisanat : Patiendé Arthur Kafando
- Ministre des Infrastructures et du Désenclavement : Jean Bertin Ouédraogo
- Ministre de la Santé : Adama Traoré
- Ministre des Enseignements secondaire et supérieur : Albert Ouédraogo
- Ministre de la Recherche scientifique et de l’Innovation : Gnissa Isaïe Konaté
- Ministre de l’Éducation nationale et de l’Alphabétisation : Koumba Boly-Barry
- Ministre de la Fonction publique, du Travail et de la Sécurité sociale : Soungalo Ouattara
- Ministre de l’Environnement et du Développement durable : Jean Couldiaty
- Ministre de la Jeunesse, de la Formation professionnelle et de l’Emploi : Achille Marie Joseph Tapsoba
- Ministre de l’Action sociale et de la Solidarité nationale : Clémence Traoré-Somé
- Ministre des Ressources animales : Jérémie Ouédraogo
- Ministre de la Promotion de la femme : Nestorine Sangaré-Compaoré
- Ministre des Sports et des Loisirs : Yacouba Ouédraogo
- Ministre délégué auprès du ministre de l’Agriculture et de l’Hydraulique, chargé de l’Agriculture : Abdoulaye Combary
- Ministre délégué auprès du ministre de l’Économie et des Finances, chargé du Budget : François Marie Didier Zoundi
- Ministre délégué auprès du ministre de l’Administration territoriale, de la Décentralisation et de la Sécurité, chargé des Collectivités territoriales : Toussaint Abel Coulibaly
- Ministre délégué auprès du ministre des Affaires étrangères et de la Coopération régionale, chargé de la Coopération régionale : Vincent Zakané
- Ministre délégué auprès du ministre de l’Éducation nationale et de l’Alphabétisation, chargé de l’Alphabétisation : Zakaria Tiemtoré